# Thaton
Ne doit pas être confondu avec Tha Ton.
Thaton (birman သထုံမြို့), Hsihseng ou Hsahtung, est une ville de la plaine de la chaîne Tenasserim, dans l'État Môn, en Birmanie (République de l'Union du Myanmar).
Le dépôt d'alluvions drainées par le fleuve Irrawaddy a déplacé le littoral au point que Thaton se trouve aujourd'hui à 16 km de la mer et n'est plus qu'une calme bourgade sur la voie ferrée de Pégou (Bago) à Martaban (Mottama).

## Histoire
Thaton était la capitale d'un royaume môn qui s'étendait du delta de l'Irrawaddy au Cambodge. Les historiens thaïlandais nomment ce royaume Dvaravati. Thaton était un port important sur la mer d'Andaman, et commerçait avec l'Inde et Ceylan (actuelle Sri Lanka).
Un moine de Thaton, Shin Aran, encore appelé Dhammadassi, introduisit le bouddhisme Theravada dans le royaume birman de Pagan. Désireux de textes liturgiques en pâli, le roi Anawrahta de Pagan en fit la demande au souverain môn. Devant son refus, il attaqua Thaton, qu'il pilla et rasa en 1057. Les artisans furent déportés vers sa propre capitale.
Comme les Birmans et les Thai avec leurs propres royaumes, certains Môns identifient ce royaume de Thaton à la légendaire Suvarnabhumi ou « Terre de l'Or » mentionnée dans des édits de l'empereur indien Ashoka et où celui-ci, au IIIe siècle av. J.-C., envoya des missionnaires bouddhistes.